# Atarba (Atarba) cincticornis cincticornis
Atarba (Atarba) cincticornis cincticornis is een ondersoort van de tweevleugelige Atarba (Atarba) cincticornis uit de familie steltmuggen (Limoniidae). De ondersoort komt voor in het Neotropisch gebied.